# Schoonspringen op de Olympische Zomerspelen 1984
Schoonspringen is een van de sporten die beoefend werden tijdens de Olympische Zomerspelen 1984 in Los Angeles.

## Heren

### 3 m plank
| rang   | sporter           | land | punten |
| ------ | ----------------- | ---- | ------ |
| Goud   | Greg Louganis     | USA  | 754.41 |
| Zilver | Tan Liangde       | CHN  | 662.31 |
| Brons  | Ronald Merriott   | USA  | 661.32 |
| 4      | Li Hongping       | CHN  | 646.35 |
| 5      | Christopher Snode | GBR  | 609.51 |
| 6      | Piero Italiani    | ITA  | 578.94 |
| 7      | Albin Killat      | FRG  | 569.52 |
| 8      | Stephen Foley     | AUS  | 561.93 |

### 10 m torenspringen
| rang   | sporter           | land | punten |
| ------ | ----------------- | ---- | ------ |
| Goud   | Greg Louganis     | USA  | 710.91 |
| Zilver | Bruce Kimball     | USA  | 643.50 |
| Brons  | Li Kongzheng      | CHN  | 638.28 |
| 4      | Tong Hui          | CHN  | 604.77 |
| 5      | Albin Killat      | FRG  | 551.97 |
| 6      | Dieter Dörr       | FRG  | 536.07 |
| 7      | Christopher Snode | GBR  | 524.40 |
| 8      | David Bédard      | CAN  | 518.13 |

## Dames

### 3 m plank
| rang   | sporter           | land | punten |
| ------ | ----------------- | ---- | ------ |
| Goud   | Sylvie Bernier    | CAN  | 530.70 |
| Zilver | Kelly McCormick   | USA  | 527.46 |
| Brons  | Christina Seufert | USA  | 517.62 |
| 4      | Li Yihua          | CHN  | 506.52 |
| 5      | Li Qiaoxian       | CHN  | 487.68 |
| 6      | Elsa Tenorio      | MEX  | 463.56 |
| 7      | Lesley Smith      | ZIM  | 451.89 |
| 8      | Debbie Fuller     | CAN  | 450.99 |

### 10 m torenspringen
| rang   | sporter           | land | punten |
| ------ | ----------------- | ---- | ------ |
| Goud   | Zhou Jihong       | CHN  | 435.51 |
| Zilver | Michele Mitchell  | USA  | 431.19 |
| Brons  | Wendy Wyland      | USA  | 422.07 |
| 4      | Chen Xiaoxia      | CHN  | 419.76 |
| 5      | Valerie Beddoe    | AUS  | 388.56 |
| 6      | Debbie Fuller     | CAN  | 371.49 |
| 7      | Elsa Tenorio      | MEX  | 360.45 |
| 8      | Guadalupe Canseco | MEX  | 352.89 |

## Medaillespiegel
| rang   | land             | goud | zilver | brons | totaal |
| ------ | ---------------- | ---- | ------ | ----- | ------ |
| 1      | Verenigde Staten | 2    | 3      | 3     | 8      |
| 2      | China            | 1    | 1      | 1     | 3      |
| 3      | Canada           | 1    | 0      | 0     | 1      |
| totaal | totaal           | 4    | 4      | 4     | 12     |